# Áp lực keo
Áp lực keo là một dạng áp suất thẩm thấu được tạo bởi protein, đặc biệt là albumin, trong huyết tương (máu/dịch) thay thế phân tử nước, nhờ đó giúp kéo nước về vòng tuần hoàn do áp lực thấp ở đầu tĩnh mạch của mao mạch.Nó có tác dung đối lập với áp lực thủy tĩnh đẩy nước và các phân tử nhỏ ra khỏi máu vào khoảng gian bào ở đầu động mạch của mao mạch và áp suất keo của khoảng gian bào. Sự tương tác của các yếu tố này quyết định sự cân bằng áp suất từng phần của tổng lượng dịch ngoại bào trong cơ thể giữa huyết tương và thể tích dịch ngoại bào ngoài mạch. 
Áp suất này có tác dụng mạnh trên lọc cầu thận. Tuy nhiên, quan niệm này bị phản đối lớn và người ta cho rằng lớp glycocalyx nội mạch mới có vai trò chính.

## Mô tả
Trong cơ thể, các thành phần tan trong nước đều có một áp suất keo. Do protein máu có kích thước rất lớn, không thể dễ dàng đi qua thành mao mạch nên áp lực keo sẽ cân bằng xu hướng dịch thoát ra khỏi mao mạch. Nói cách khác, áp lực keo có xu hướng kéo nước vào lòng mạch. Trong các trường hợp giảm protein máu như bị mất qua nước tiểu (protein niệu) hoặc do kém dinh dưỡng, sẽ gây ra giảm áp lực keo và tăng thoát dịch qua mao mạch gây tràn dịch khắp cơ thể (phù nề).

## Các loại dịch
Trên lâm sàng, có hai loại dịch truyền tĩnh mạch: dịch tinh thể và dịch keo. Dịch tinh thể là dung dịch hòa tan của muối khoáng và các phân tử tan trong nước khác. Dịch keo chứa các phân tử tan trong nước lớn hơn ví dụ như gelatin.
Áp lực cao xấp xỉ khoảng 290 mOsm/kg dịch, hơi khác với áp lực keo trong máu với giá trị khoảng 300 mOsm /L.